# Municipio de Shalersville
El municipio de Shalersville (en inglés: Shalersville Township) es un municipio ubicado en el condado de Portage en el estado estadounidense de Ohio. En el año 2010 tenía una población de 5670 habitantes y una densidad poblacional de 79,24 personas por km².

## Geografía
El municipio de Shalersville se encuentra ubicado en las coordenadas 41°14′10″N 81°14′45″O / 41.23611, -81.24583. Según la Oficina del Censo de los Estados Unidos, el municipio tiene una superficie total de 71.55 km², de la cual 70.27 km² corresponden a tierra firme y (1.79%) 1.28 km² es agua.

## Demografía
Según el censo de 2010, había 5670 personas residiendo en el municipio de Shalersville. La densidad de población era de 79,24 hab./km². De los 5670 habitantes, el municipio de Shalersville estaba compuesto por el 96.3% blancos, el 1.55% eran afroamericanos, el 0.14% eran amerindios, el 0.37% eran asiáticos, el 0.02% eran isleños del Pacífico, el 0.21% eran de otras razas y el 1.41% pertenecían a dos o más razas. Del total de la población el 1.04% eran hispanos o latinos de cualquier raza.